# Max Holloway
Jerome Max Keli'i Holloway (Honolulu, 4 de dezembro de 1991) é um lutador norte-americano de artes marciais mistas profissional. Atualmente, ele compete na categoria peso-leve do Ultimate Fighting Championship (UFC), onde é ex-campeão peso-pena do UFC e o atual detentor do cinturão simbólico "BMF" do UFC. Ele é considerado um dos maiores pesos-penas de todos os tempos. Em 19 de agosto de 2025, ele era o 3º no ranking dos leves do UFC e o 12º no ranking peso por peso masculino do UFC.

## Biografia
Holloway nasceu em Honolulu, Havaí, e foi criado em Waianae, uma área conhecida por brigas. Ele tem ascendência nativa havaiana e samoana. Os pais de Holloway eram usuários de drogas pesadas; sua mãe, Missy Kapoi, era usuária de metanfetamina e mais tarde se recuperou. Seu pai, Mark Holloway, que abusava constantemente de sua mãe, foi embora quando Max tinha cerca de 11 anos. Max começou a treinar kickboxing em 2007, no final de seu segundo ano do ensino médio, aos 15 anos, na Team Ruthless, e venceu sua primeira luta amadora no esporte após três dias de treinamento. Ele se formou na Waianae High School em 2010.

## Carreira no MMA

### Início de carreira
Aos 19 anos, Holloway acumulou um cartel de 4–0. Ele ganhou reconhecimento como o 7º prospecto peso-pena de 2012 no World MMA Scouting Report do Bloody Elbow e foi comparado com o futuro campeão peso-leve do UFC e também ex-campeão peso leve do WEC, Anthony Pettis, devido à sua habilidade de incorporar uma grande variedade de chutes voadores e giratórios.
O início de sua carreira foi destacado por uma vitória por decisão dividida sobre o veterano do Strikeforce e do WEC, Harris Sarmiento, em 12 de março de 2011, ganhando o cinturão dos leves da promoção havaiana X-1.

### Ultimate Fighting Championship

#### 2012
Holloway era o lutador mais jovem do plantel do UFC quando fez sua estreia na organização como substituto por lesão de Ricardo Lamas no UFC 143 em 4 de fevereiro de 2012, contra Dustin Poirier. Ele perdeu a luta por finalização com um triângulo com chave de braço da montada no primeiro round.
Em sua segunda luta, Holloway enfrentou Pat Schilling em 1 de junho de 2012, no The Ultimate Fighter 15 Finale. Holloway venceu por decisão unânime.
Holloway derrotou Justin Lawrence em 11 de agosto de 2012, no UFC 150. Holloway venceu a luta por nocaute técnico no segundo round.
Holloway lutou contra Leonard Garcia em 29 de dezembro de 2012, no UFC 155, substituindo o lesionado Cody McKenzie. Holloway venceu a luta acirrada por decisão dividida.

#### 2013
Holloway enfrentou Dennis Bermudez em 25 de maio de 2013, no UFC 160. Ele perdeu a luta de forma controversa por decisão dividida. 11 de 11 membros da mídia pontuaram a luta a favor de Holloway.
Holloway enfrentou Conor McGregor em 17 de agosto de 2013, no UFC Fight Night: Shogun vs. Sonnen. Ele perdeu a luta por decisão unânime.

#### 2014
Holloway enfrentou o estreante na organização Will Chope em 4 de janeiro de 2014, no UFC Fight Night: Saffiedine vs. Lim. Holloway venceu a luta por nocaute técnico no segundo round. A vitória também rendeu a Holloway seu primeiro bônus de Nocaute da Noite.
Holloway enfrentou Andre Fili em 26 de abril de 2014, no UFC 172. Ele venceu a luta disputada ao finalizar Fili no terceiro round.
Esperava-se que Holloway enfrentasse Mirsad Bektić em 23 de agosto de 2014, no UFC Fight Night: Henderson vs. dos Anjos, substituindo o lesionado Ernest Chavez. No entanto, Bektic se retirou da luta na semana do evento e foi substituído pelo estreante na organização Clay Collard. Holloway venceu a luta por nocaute técnico no terceiro round.
Holloway novamente serviu como substituto e enfrentou Akira Corassani em 4 de outubro de 2014, no UFC Fight Night: Nelson vs. Story, entrando no lugar de Chan Sung Jung. Ele venceu a luta por nocaute no primeiro round. A vitória rendeu a Holloway seu primeiro prêmio de Performance da Noite.

#### 2015
Holloway enfrentou Cole Miller em 15 de fevereiro de 2015, no UFC Fight Night: Henderson vs. Thatch. Holloway venceu por decisão unânime.
Holloway enfrentou Cub Swanson em 18 de abril de 2015, no UFC on Fox: Machida vs. Rockhold. Holloway finalizou a luta com uma guilhotina da montada no terceiro round. A vitória também rendeu a Holloway seu segundo prêmio de Performance da Noite.
Holloway enfrentou Charles Oliveira em 23 de agosto de 2015, no UFC Fight Night: Holloway vs. Oliveira. Ele venceu a luta por nocaute técnico no primeiro round após Oliveira sofrer uma lesão aparente no pescoço/ombro ao defender uma queda, ficando impossibilitado de continuar. A lesão foi posteriormente descrita como uma microrruptura em seu esôfago, embora o UFC tenha divulgado mais tarde uma declaração esclarecendo que Oliveira não teve lesões graves. Com a vitória, Holloway se tornou o lutador mais jovem na história do UFC a conseguir 10 vitórias.
Holloway enfrentou Jeremy Stephens em 12 de dezembro de 2015, no UFC 194. Holloway venceu a luta por decisão unânime.

### Campeão Peso-Pena Interino do UFC

#### 2016
Holloway enfrentou Ricardo Lamas em 4 de junho de 2016, no UFC 199. Ele venceu por decisão unânime.
Holloway enfrentou Anthony Pettis pelo cinturão interino peso-pena do UFC em 10 de dezembro de 2016, no UFC 206. Na pesagem, Pettis pesou 148 libras (67,1 kg), três libras acima do limite do peso-pena de 145 libras para uma luta valendo cinturão. Como resultado, caso Pettis vencesse a luta com Holloway, ele não seria elegível para o cinturão do UFC. Pettis também foi multado em 20% de sua bolsa, que foi para Holloway, e a luta prosseguiu em peso casado. Holloway venceu a luta por nocaute técnico no terceiro round e recebeu um bônus de Performance da Noite.

### Campeão Peso-Pena do UFC

#### 2017
Holloway enfrentou o campeão peso-pena José Aldo em uma luta de unificação do cinturão em 3 de junho de 2017, no UFC 212. Após enfrentar algumas adversidades no início, Holloway derrotou Aldo por nocaute técnico no terceiro round e ganhou seu primeiro prêmio de Luta da Noite.
Em 4 de outubro de 2017, Holloway revelou que havia assinado um novo contrato de múltiplas lutas com o UFC. Esperava-se que Holloway enfrentasse Frankie Edgar em 2 de dezembro de 2017, no UFC 218. No entanto, em 8 de novembro de 2017, Edgar se retirou do card devido a uma lesão e foi substituído por José Aldo. Holloway venceu a luta por nocaute técnico no terceiro round e defendeu o cinturão peso-pena do UFC.

#### 2018

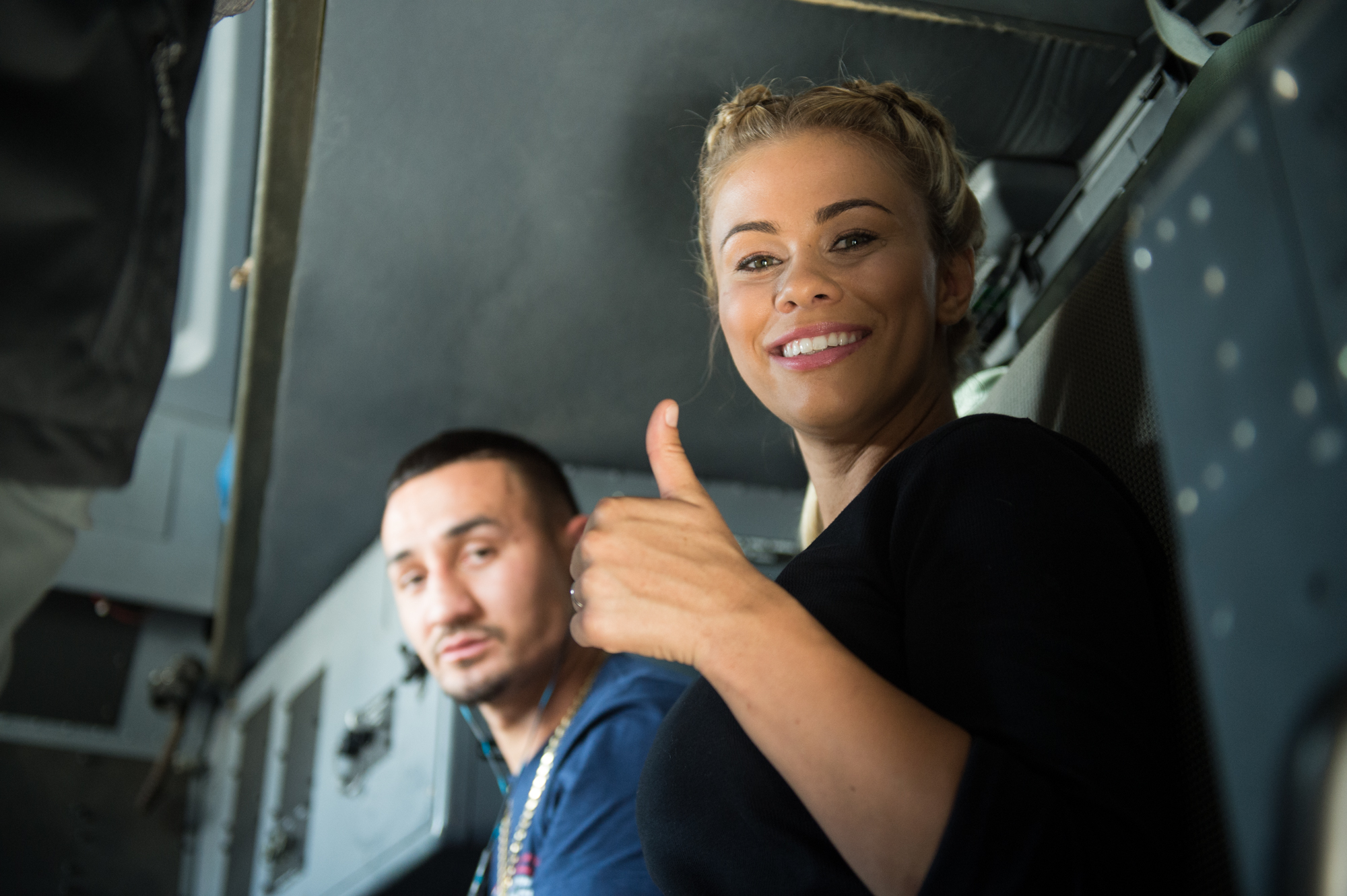
Holloway e Paige VanZant embarcam em uma aeronave C-130 no Aeródromo de Bagram com destino ao Aeroporto Internacional de Candaar, em visita a militares norte-americanos destacados no Afeganistão em 2018.

A luta com Edgar foi remarcada e esperava-se que ocorresse em 3 de março de 2018, no UFC 222. No entanto, foi anunciado em 3 de fevereiro de 2018 que Holloway foi forçado a se retirar da luta devido a uma lesão na perna.
Em 1 de abril de 2018, Holloway foi anunciado como um substituto de última hora para o lesionado Tony Ferguson em uma luta pelo cinturão vago indiscutível do peso-leve do UFC no UFC 223 contra Khabib Nurmagomedov, a ser realizada em 7 de abril de 2018. Se vitorioso, Holloway seria apenas o segundo lutador (depois de Conor McGregor) na história do UFC a deter títulos em duas divisões diferentes simultaneamente. Holloway, que não tinha nenhuma luta agendada e não estava em um camp de treinamento, aceitou a luta com apenas seis dias de preparação. Em 6 de abril, quando deveria se pesar, Holloway foi retirado do card pelos médicos da Comissão Atlética do Estado de Nova York devido à severidade de seu corte de peso em cima da hora. A luta continuou com Al Iaquinta como substituto de última hora para Holloway.
Holloway foi então agendado para defender seu título de campeão peso-pena do UFC em 7 de julho de 2018, no UFC 226, contra Brian Ortega. No entanto, em 4 de julho, Holloway foi retirado da luta devido a "sintomas semelhantes a uma concussão".
Para sua segunda defesa de cinturão, Holloway enfrentou Brian Ortega na luta principal do UFC 231 em Toronto, Canadá, em 8 de dezembro de 2018. Holloway venceu a luta por nocaute técnico no final do quarto round por interrupção médica. Esta vitória lhe rendeu os prêmios de Luta da Noite e Performance da Noite. Holloway quebrou o recorde de mais golpes significativos em uma luta com 290, quebrou o recorde de conectar 134 desses golpes significativos em um round, e estabeleceu o recorde de mais vitórias na história do peso-pena do UFC com quinze.

#### 2019
Como resultado do incidente com Khabib Nurmagomedov no UFC 229, o então campeão peso-leve Nurmagomedov não pôde defender seu título indiscutível até o final de 2019, o que levou a uma disputa de cinturão interino da divisão. Pelo cinturão interino dos leves do UFC, Holloway subiu de categoria para enfrentar Dustin Poirier em uma revanche em 13 de abril de 2019, no UFC 236. Ele perdeu a luta disputada por decisão unânime. Esta luta lhe rendeu o prêmio de Luta da Noite.
Holloway voltou para o peso-pena, e uma luta contra o ex-campeão peso-leve do UFC Frankie Edgar foi agendada pela terceira vez e finalmente ocorreu em 27 de julho de 2019, na luta principal do UFC 240. Holloway venceu a luta por decisão unânime, defendendo com sucesso seu título peso-pena pela terceira vez.
Em sua quarta defesa de cinturão, Holloway enfrentou Alexander Volkanovski em 14 de dezembro de 2019, no UFC 245. Ele perdeu a luta por decisão unânime, encerrando seu reinado no peso-pena.

#### 2020
Holloway enfrentou Alexander Volkanovski em uma revanche pelo cinturão peso-pena do UFC em 12 de julho no UFC 251. Ele perdeu a luta por uma controversa decisão dividida. Entre os veículos de mídia, 18 de 27 pontuaram a luta para Holloway. A decisão foi ainda mais criticada pelo presidente do UFC, Dana White, pelo ex-árbitro e co-criador das Regras Unificadas de Artes Marciais Mistas, John McCarthy, e por múltiplos lutadores de artes marciais mistas.

#### 2021
Holloway enfrentou Calvin Kattar em 16 de janeiro de 2021, na luta principal do UFC on ABC: Holloway vs. Kattar. Holloway dominou Kattar durante todos os 5 rounds e venceu por decisão unânime, com dois juízes pontuando a luta em 50–43 e um juiz pontuando 50–42 a seu favor. Em fevereiro de 2025, esta é uma das quatro lutas na história do UFC a ter uma pontuação de 50–42. Durante os últimos dois minutos do quinto round, Holloway acertou uma combinação de dois socos e passou a encarar a equipe de comentaristas sentada ao lado do octógono e a conversar com eles, enquanto desviava sem esforço dos golpes de Kattar e gritava para ele "Eu sou o melhor boxer do UFC!", o que gerou conversas sobre uma homenagem a Muhammad Ali, conhecido por suas provocações (showboating). Holloway estabeleceu os recordes do UFC em uma única luta para o total de golpes conectados e tentados, golpes significativos conectados e tentados, diferença de golpes, golpes à distância conectados, golpes significativos na cabeça conectados e golpes significativos no corpo conectados. Seu quarto round também estabeleceu o recorde de golpes e golpes significativos conectados. Ambos os lutadores ganharam o prêmio de Luta da Noite.
Holloway estava agendado para enfrentar Yair Rodríguez em 17 de julho de 2021, no UFC on ESPN: Makhachev vs. Moisés. Em 17 de junho de 2021, relatos afirmaram que Holloway foi forçado a se retirar da luta com Rodríguez devido a uma lesão. A luta foi remarcada e Holloway enfrentou Rodriguez em 13 de novembro de 2021, no UFC Fight Night: Holloway vs. Rodríguez. Ele venceu a luta por decisão unânime. Ambos os lutadores ganharam o prêmio de Luta da Noite.

#### 2022
Holloway estava agendado para enfrentar Alexander Volkanovski pelo cinturão peso-pena do UFC em 5 de março de 2022, no UFC 272. No entanto, um dia após o anúncio da luta, Holloway foi forçado a se retirar do evento devido a uma lesão. A luta da trilogia foi remarcada para ocorrer no UFC 276 em 2 de julho de 2022. Holloway perdeu a luta por decisão unânime.

#### 2023
Holloway enfrentou Arnold Allen em 15 de abril de 2023, no UFC on ESPN: Holloway vs. Allen. Ele venceu a luta por decisão unânime.
Holloway enfrentou Chan Sung Jung em 26 de agosto de 2023, no UFC Fight Night: Holloway vs. The Korean Zombie. Ele venceu o combate por nocaute no início do terceiro round. Este combate rendeu a ambos o prêmio de Luta da Noite.

### Campeão BMF do UFC

#### 2024
Holloway enfrentou Justin Gaethje em uma luta no peso-leve em 13 de abril de 2024, no UFC 300, pelo cinturão simbólico "BMF" (Baddest Motherfucker) do UFC. Holloway venceu a luta por nocaute no último segundo do quinto round, igualando o recorde de nocaute mais tardio na história do UFC. Devido ao aumento do pagamento dos bônus pós-luta de US$ 50.000 para US$ 300.000 pelo UFC para o evento, esta luta lhe rendeu um prêmio de Performance da Noite de US$ 300.000 e um prêmio de Luta da Noite de US$ 300.000, totalizando US$ 600.000. Holloway recebeu aclamação universal por sua performance contra Gaethje, com seu nocaute sendo proclamado como um dos maiores e mais chocantes da história do esporte.
Holloway enfrentou o campeão Ilia Topuria pelo cinturão peso-pena do UFC em 26 de outubro de 2024, no UFC 308. Ele perdeu a luta por nocaute no terceiro round, resultando na primeira derrota por nocaute de sua carreira.
Em fevereiro de 2025, Holloway confirmou via Twitter que permanecerá no peso-leve permanentemente.

#### 2025
Holloway enfrentou o ex-campeão interino dos leves do UFC Dustin Poirier para defender seu cinturão "BMF" do UFC em uma luta de trilogia em 19 de julho de 2025, no UFC 318, na qual foi a luta de aposentadoria de Poirier. Holloway venceu a luta por decisão unânime e se tornou o primeiro da história a defender o cinturão "BMF".
No início de agosto de 2025, Holloway revelou que não poderia competir no final do ano devido a uma lesão na mão sofrida em sua última luta contra Poirier.

## Vida pessoal
Holloway se casou com sua namorada de longa data, Kaimana Pa'aluhi, em 2012, com quem tem um filho. O casal se separou em 2014 antes de se divorciar em 2017.
Holloway começou a namorar a surfista profissional havaiana Alessa Quizon no início de 2020. Eles se casaram em 16 de abril de 2022.

## Campeonatos e realizações
| - Ultimate Fighting Championship - Campeão Peso-Pena do UFC (Uma vez) - Três defesas de cinturão bem-sucedidas - Maior número de finalizações & maior número de nocautes em lutas pelo cinturão do peso-pena do UFC (com 4) - Campeão Interino Peso-Pena do UFC (Uma vez) - Terceiro maior número de vitórias em lutas pelo cinturão na história da divisão peso-pena do UFC (com 5) - Primeiro norte-americano a ganhar o cinturão peso-pena do UFC - Campeão "BMF" do UFC (Uma vez, atual) - Uma defesa de cinturão bem-sucedida - Primeiro lutador a defender o cinturão BMF - Nocaute da Noite (Uma vez) vs. Will Chope - Luta da Noite (Sete vezes) vs. José Aldo, Brian Ortega, Dustin Poirier 2, Calvin Kattar, Yair Rodríguez, Chan Sung Jung e Justin Gaethje - Empatado (Diego Sanchez, Joe Lauzon & Jim Miller) com o sétimo maior número de bônus de Luta da Noite na história do UFC (com 7) - Performance da Noite (Cinco vezes) vs. Akira Corassani, Cub Swanson, Anthony Pettis, Brian Ortega e Justin Gaethje - Segundo maior número de bônus pós-luta na história da divisão peso-pena do UFC (com 10) (atrás de Cub Swanson) - Empatado (Jon Jones, Demetrious Johnson, Georges St-Pierre, Khabib Nurmagomedov & Merab Dvalishvili) com a quarta maior sequência de vitórias na história do UFC (com 13) - Maior sequência de vitórias na história da divisão peso-pena do UFC (com 13) - Maior número de vitórias na história da divisão peso-pena do UFC (com 20) - Empatado (Cub Swanson) com o maior número de vitórias na história da divisão peso-pena do UFC/WEC (com 20) - Maior número de nocautes na história da divisão peso-pena do UFC (com 9) - Empatado (Anderson Silva, Thiago Santos, Dustin Poirier & Anthony Johnson) com o quarto maior número de nocautes na história do UFC (com 11) - Maior número de finalizações na história da divisão peso-pena do UFC (com 11) - Empatado (José Aldo) com o maior número de finalizações na história da divisão peso-pena do UFC/WEC (com 11) - Segundo maior número de lutas na história da divisão peso-pena do UFC (com 27) (atrás de Darren Elkins) - Maior tempo total de luta na história da divisão peso-pena do UFC (6:58:57) - Segundo maior tempo total de luta na história do UFC (8:27:43) (atrás de Rafael dos Anjos) - Empatado (Donald Cerrone, Andrei Arlovski, Charles Oliveira & Neil Magny) com o segundo maior número de vitórias na história do UFC (com 23) - Empatado (Andre Fili) com segundo maior número de vitórias por decisão na história da divisão peso-pena do UFC (com 9) (atrás de Cub Swanson) - Empatado (Cub Swanson) com o terceiro maior número de knockdowns aplicados na história da divisão peso-pena do UFC(com 10) - Maior número de lutas consecutivas sem sofrer knockdowns na história do UFC (com 29) (sequência encerrada vs. Ilia Topuria) - Empatado (Demetrious Johnson & Yair Rodriguez) com a finalização mais tardia na história do UFC (4:59 do 5º round por nocaute vs. Justin Gaethje) - Finalização mais tardia na história da divisão dos leves do UFC (4:59 do 5º round vs. Justin Gaethje) - Empatado (Yair Rodriguez) com o nocaute mais tardio na história do UFC (4:59 do 5º round vs. Justin Gaethje) - Nocaute mais tardio na história da divisão dos leves do UFC (4:59 do 5º round vs. Justin Gaethje) - Possui vitórias sobre sete ex-campeões do UFC (4 indiscutíveis) — vs. Charles Oliveira, Anthony Pettis, José Aldo (x2), Frankie Edgar, Yair Rodríguez (interino), Justin Gaethje (interino) & Dustin Poirier (interino) - Prêmio Comunitário Forrest Griffin de 2022 - Prêmios de Honra do UFC - 2019: Indicado a Luta do Ano – Escolha do Presidente vs. Dustin Poirier 2 - 2021: Indicado a Luta do Ano – Escolha do Presidente vs. Yair Rodríguez - 2024: Vencedor da Luta do Ano – Escolha do Presidente vs. Justin Gaethje, Vencedor da Performance do Ano – Escolha do Presidente vs. Justin Gaethje & Vencedor do Nocaute do Ano – Escolha dos Fãs vs. Justin Gaethje - Prêmios do UFC.com - 2012: 3º lugar em Estreante do Ano - 2014: 9º lugar em Lutador do Ano - 2015: 8º lugar em Lutador do Ano - 2017: Lutador do Ano - 2018: 4º lugar em Luta do Ano vs. Brian Ortega - 2019: 4º lugar em Luta do Ano vs. Dustin Poirier 2 - 2021: 6º lugar em Lutador do Ano & 3º lugar em Luta do Ano vs. Yair Rodríguez - 2024: Nocaute do Ano & 3º lugar em Luta do Ano vs. Justin Gaethje - X-1 World Events - Campeão Peso-Leve do X-1 (Uma vez; ex) - World MMA Awards - 2017: Lutador do Ano Charles 'Mask' Lewis - 2024: Luta do Ano vs. Justin Gaethje no UFC 300 - 2024: Nocaute do Ano vs. Justin Gaethje no UFC 300 - MMAMania.com - 2017: Lutador do Ano do UFC/MMA - 1º lugar na lista Top 5 - RealSport - 2017: Lutador do Ano - Pundit Arena - 2017: Lutador do Ano - MMAFighting.com - 2017: Lutador do Ano - BishopSportsNetwork.com - 2017: Lutador do Ano - MMADNA.nl - 2018: Performance do Ano vs. Brian Ortega - Sherdog - 2021: Massacre do Ano vs. Calvin Kattar - MMAjunkie.com - 2023: Luta do Mês de Abril vs. Arnold Allen - 2024: Luta do Mês de Abril vs. Justin Gaethje - Cageside Press - 2024: Nocaute do Ano vs. Justin Gaethje - Wrestling Observer Newsletter - 2024: Luta de MMA do Ano vs. Justin Gaethje no UFC 300 - BodySlam.net - 2024: Nocaute do Ano vs. Justin Gaethje - ESPN - 2024: Luta do Ano vs. Justin Gaethje - 2024: Nocaute do Ano vs. Justin Gaethje - Rolling Stone - 2017: Lutador do Ano - Fight Matrix - 2017: Lutador Masculino do Ano empatado com Demetrious Johnson - 2017: Luta Mais Notável do Ano vs. José Aldo II no UFC 218 - 2020: Luta Mais Notável do Ano vs. Alexander Volkanovski II no UFC 251 | - Recordes de Golpes na História do UFC - Maior número de golpes significativos conectados (com 3655) - Maior número de golpes significativos conectados em lutas por título (com 1414) - Maior número de golpes totais conectados (com 3907) - Maior número de golpes significativos absorvidos (com 2407) - Maior número de lutas com 100 ou mais golpes significativos (com 17) - Maior número de golpes significativos conectados em uma luta (445 vs. Calvin Kattar) - Segundo maior número de golpes conectados em uma luta (290 vs. Brian Ortega) - Maior número de golpes significativos tentados em uma luta (744 vs. Calvin Kattar) - Maior diferencial de golpes em uma luta (+312 vs. Calvin Kattar) - Segundo maior diferencial em uma luta (+180 vs. Brian Ortega) - Segundo maior número de golpes totais conectados em uma luta (447 vs Calvin Kattar) - Maior número de golpes à distância conectados em uma luta (439 vs. Calvin Kattar) - Segundo maior número de golpes conectados em uma luta (281 vs. Brian Ortega) - Maior número de golpes significativos na cabeça conectados em uma luta (274 vs. Calvin Kattar) - Segundo maior número de golpes conectados em uma luta (244 vs. Brian Ortega) - Maior número de golpes significativos no corpo conectados em uma luta (117 vs. Calvin Kattar) - Maior número de golpes totais tentados em uma luta (746 vs. Calvin Kattar) - Quarto maior número de golpes totais na cabeça conectados em uma luta (274 vs. Calvin Kattar) - Quarto maior número de golpes conectados em uma luta (254 vs. Brian Ortega) - Maior número de golpes significativos conectados em um round (141 no 4º round vs. Calvin Kattar) - Segundo maior número de golpes conectados em um round (134 no 4º round vs. Brian Ortega) - Segundo maior número de golpes significativos tentados em um round (204 no 3º round vs. Jose Aldo 2) - Terceiro maior número de golpes tentados em um round (196 no 4º round vs. Brian Ortega) - Quarto maior número de golpes tentados em um round (191 no 4º round vs. Calvin Kattar) - Segundo maior número de golpes totais tentados em um round (212 no 3º round vs. Jose Aldo 2) - Terceiro maior número de golpes tentados em um round (203 no 4º round vs. Brian Ortega) - Quarto maior número de golpes tentados em um round (191 no 4º round vs. Calvin Kattar) 1. - Recordes de Golpes na Divisão Peso-Pena do UFC - Maior número de golpes significativos conectados (com 2971) - Maior número de golpes totais conectados (com 3180) - Terceiro maior número de golpes significativos conectados por minuto (com 7.09) - Quarto maior diferencial de golpes (com 2.44) - Maior número de golpes significativos conectados em uma luta (445 vs. Calvin Kattar) - Segundo maior número de golpes conectados em uma luta (290 vs. Brian Ortega) - Terceiro maior número de golpes conectados em uma luta (230 vs. Yair Rodriguez) - Maior número de golpes significativos tentados em uma luta (744 vs. Calvin Kattar) - Segundo maior número de golpes tentados em uma luta (490 vs. Brian Ortega) - Quarto maior número de golpes tentados em uma luta (404 vs. Yair Rodriguez) - Maior número de golpes significativos na cabeça conectados em uma luta (274 vs. Calvin Kattar) - Segundo maior número de golpes conectados em uma luta (244 vs. Brian Ortega) - Maior número de golpes significativos no corpo conectados em uma luta (117 vs. Calvin Kattar) - Terceiro maior número de golpes conectados em uma luta (66 vs. Yair Rodriguez) - Maior diferencial de golpes em uma luta (+312 vs. Calvin Kattar) - Segundo maior diferencial em uma luta (+180 vs. Brian Ortega) - Maior número de golpes à distância conectados em uma luta (439 vs. Calvin Kattar) - Segundo maior número de golpes conectados em uma luta (281 vs. Brian Ortega) - Quarto maior número de golpes conectados em uma luta (187 vs. Yair Rodriguez) - Maior número de golpes totais conectados em uma luta (447 vs Calvin Kattar) - Segundo maior número de golpes conectados em uma luta (307 vs Brian Ortega) - Maior número de golpes totais tentados em uma luta (746 vs. Calvin Kattar) - Segundo maior número de golpes tentados em uma luta (507 vs. Brian Ortega) - Terceiro maior número de golpes tentados em uma luta (434 vs. Yair Rodriguez) - Maior número de golpes totais na cabeça conectados em uma luta (274 vs. Calvin Kattar) - Segundo maior número de golpes conectados em uma luta (254 vs. Brian Ortega) - Maior número de golpes totais no corpo conectados em uma luta (119 vs. Calvin Kattar) - Quarto maior número de chutes na perna conectados em uma luta (54 vs. Calvin Kattar) - Maior número de golpes significativos conectados em um round (141 no 4º round vs. Calvin Kattar) - Segundo maior número de golpes conectados em um round (134 no 4º round vs. Brian Ortega) - Terceiro maior número de golpes conectados em um round (108 no 3º round vs. Jose Aldo 2) - Quarto maior número de golpes conectados em um round (89 no 2º round vs. Calvin Kattar) - Maior número de golpes significativos tentados em um round (204 no 3º round vs. Jose Aldo 2) - Segundo maior número de golpes tentados em um round (196 no 4º round vs. Brian Ortega) - Terceiro maior número de golpes tentados em um round (191 no 4º round vs. Calvin Kattar) - Maior número de golpes totais conectados em um round (141 no 4º round vs. Brian Ortega & no 4º round vs. Calvin Kattar) - Maior número de golpes totais tentados em um round (212 no 3º round vs. Jose Aldo 2) - Segundo maior número de golpes tentados em um round (203 no 4º round vs. Brian Ortega) - Terceiro maior número de golpes tentados em um round (191 no 4º round vs. Calvin Kattar) 1. - Recordes de Golpes na Divisão Peso-Leve do UFC - Maior número de golpes significativos tentados em uma luta (446 vs. Dustin Poirier 2) - Maior número de golpes significativos no corpo conectados em uma luta (64 vs. Dustin Poirier 3) - Segundo maior número de golpes conectados em uma luta (62 vs. Justin Gaethje) - Maior número de golpes totais tentados em uma luta (473 vs. Dustin Poirier 2) - Maior número de chutes na perna conectados em uma luta (57 vs. Justin Gaethje) - Terceiro maior número de golpes significativos conectados em uma luta (198 vs. Dustin Poirier 3) - Quarto maior número de golpes à distância conectados em uma luta (182 vs. Dustin Poirier 3) - Quarto maior número de chutes na perna totais conectados em uma luta (57 vs. Justin Gaethje) 1. |

## Cartel no MMA
| Cartel no MMA   |             |            |
| 35 lutas        | 27 vitórias | 8 derrotas |
| Por nocaute     | 12          | 1          |
| Por finalização | 2           | 1          |
| Por decisão     | 13          | 6          |

| Res.    | Cartel | Oponente              | Método                                     | Evento                                          | Data       | Round | Tempo | Local                   | Notas |
| ------- | ------ | --------------------- | ------------------------------------------ | ----------------------------------------------- | ---------- | ----- | ----- | ----------------------- | --- |
| Vitória | 27-8   | Dustin Poirier        | Decisão (unânime)                          | UFC 318: Holloway vs. Poirier 3                 | 19/07/2025 | 5     | 5:00  | New Orleans, Louisiana  | Pelo Cinturão simbólico "BMF" do UFC.                                                                                                  |
| Derrota | 26-8   | Ilia Topuria          | Nocaute (socos)                            | UFC 308: Topuria vs. Holloway                   | 26/10/2024 | 3     | 1:34  | Abu Dhabi               | Pelo Cinturão Peso-Pena do UFC. |
| Vitória | 26-7   | Justin Gaethje        | Nocaute (soco)                             | UFC 300: Pereira vs. Hill                       | 13/04/2024 | 5     | 4:59  | Las Vegas, Nevada       | Retorno ao peso-leve; Ganhou o Cinturão simbólico "BMF" do UFC. Performance da Noite; Luta da Noite.                                   |
| Vitória | 25-7   | Chan Sung Jung        | Nocaute (soco)                             | UFC Fight Night: Holloway vs. The Korean Zombie | 26/08/2023 | 3     | 0:23  | Kallang                 | Luta da Noite. |
| Vitória | 24-7   | Arnold Allen          | Decisão (unânime)                          | UFC on ESPN: Holloway vs. Allen                 | 15/04/2023 | 5     | 5:00  | Kansas City, Missouri   | |
| Derrota | 23-7   | Alexander Volkanovski | Decisão (unânime)                          | UFC 276: Adesanya vs. Cannonier                 | 02/07/2022 | 5     | 5:00  | Las Vegas, Nevada       | Pelo Cinturão Peso-Pena do UFC. |
| Vitória | 23-6   | Yair Rodriguez        | Decisão (unânime)                          | UFC Fight Night: Holloway vs. Rodriguez         | 13/11/2021 | 5     | 5:00  | Las Vegas, Nevada       | Luta da Noite. |
| Vitória | 22-6   | Calvin Kattar         | Decisão (unânime)                          | UFC on ABC: Holloway vs. Kattar                 | 16/01/2021 | 5     | 5:00  | Abu Dhabi               | Luta da Noite. |
| Derrota | 21-6   | Alexander Volkanovski | Decisão (dividida)                         | UFC 251: Usman vs. Masvidal                     | 11/07/2020 | 5     | 5:00  | Abu Dhabi               | Pelo Cinturão Peso Pena do UFC. |
| Derrota | 21-5   | Alexander Volkanovski | Decisão (unânime)                          | UFC 245: Usman vs. Covington                    | 14/12/2019 | 5     | 5:00  | Las Vegas, Nevada       | Perdeu o Cinturão Peso-Pena do UFC. |
| Vitória | 21-4   | Frankie Edgar         | Decisão (unânime)                          | UFC 240: Holloway vs. Edgar                     | 27/07/2019 | 5     | 5:00  | Alberta                 | Defendeu o Cinturão Peso-Pena do UFC.                                                                                                  |
| Derrota | 20-4   | Dustin Poirier        | Decisão (unânime)                          | UFC 236: Holloway vs. Poirier II                | 13/04/2019 | 5     | 5:00  | Atlanta, Geórgia        | Pelo Cinturão Peso-Leve Interino do UFC; Luta da Noite                                                                                 |
| Vitória | 20-3   | Brian Ortega          | Nocaute Técnico (interrupção médica)       | UFC 231: Holloway vs. Ortega                    | 08/12/2018 | 4     | 5:00  | Toronto, Ontario        | Defendeu o Cinturão Peso-Pena do UFC; Luta e Performance da Noite.                                                                     |
| Vitória | 19-3   | José Aldo             | Nocaute Técnico (socos)                    | UFC 218: Holloway vs. Aldo II                   | 02/12/2017 | 3     | 4:51  | Detroit, Michigan       | Defendeu o Cinturão Peso-Pena do UFC.                                                                                                  |
| Vitória | 18-3   | José Aldo             | Nocaute Técnico (socos)                    | UFC 212: Aldo vs. Holloway                      | 04/06/2017 | 3     | 4:13  | Rio de Janeiro          | Ganhou e unificou o Cinturão Peso-Pena do UFC; Luta da Noite.                                                                          |
| Vitória | 17-3   | Anthony Pettis        | Nocaute Técnico (chute no corpo e socos)   | UFC 206: Holloway vs. Pettis                    | 10/12/2016 | 3     | 4:50  | Toronto, Ontario        | Ganhou o Cinturão Peso-Pena Interino do UFC; Pettis não bateu o peso (67,1 kg) e ficou inelegível para o título. Performance da Noite. |
| Vitória | 16-3   | Ricardo Lamas         | Decisão (unânime)                          | UFC 199: Rockhold vs. Bisping II                | 04/06/2016 | 3     | 5:00  | Inglewood, Califórnia   | |
| Vitória | 15-3   | Jeremy Stephens       | Decisão (unânime)                          | UFC 194: Aldo vs. McGregor                      | 12/12/2015 | 3     | 5:00  | Las Vegas, Nevada       | |
| Vitória | 14-3   | Charles Oliveira      | Nocaute Técnico (lesão no esôfago)         | UFC Fight Night: Holloway vs. Oliveira          | 23/08/2015 | 1     | 1:39  | Saskatoon, Saskatchewan | |
| Vitória | 13-3   | Cub Swanson           | Finalização (guilhotina)                   | UFC on Fox: Machida vs. Rockhold                | 18/04/2015 | 3     | 3:58  | Newark, New Jersey      | Performance da Noite. |
| Vitória | 12-3   | Cole Miller           | Decisão (unânime)                          | UFC Fight Night: Henderson vs. Thatch           | 14/02/2015 | 3     | 5:00  | Broomfield, Colorado    | |
| Vitória | 11-3   | Akira Corassani       | Nocaute (socos)                            | UFC Fight Night: Nelson vs. Story               | 04/10/2014 | 1     | 3:11  | Estocolmo               | Performance da Noite. |
| Vitória | 10-3   | Clay Collard          | Nocaute Técnico (socos)                    | UFC Fight Night: Henderson vs. dos Anjos        | 23/08/2014 | 3     | 3:47  | Tulsa, Oklahoma         | Luta em peso casado (67,6 kg). |
| Vitória | 9-3    | Andre Fili            | Finalização (guilhotina)                   | UFC 172: Jones vs. Teixeira                     | 26/04/2014 | 3     | 3:39  | Baltimore, Maryland     | |
| Vitória | 8-3    | Will Chope            | Nocaute Técnico (socos)                    | UFC Fight Night: Saffiedine vs. Lim             | 04/01/2014 | 2     | 2:27  | Marina Bay              | Nocaute da Noite. |
| Derrota | 7-3    | Conor McGregor        | Decisão (unânime)                          | UFC Fight Night: Shogun vs. Sonnen              | 17/08/2013 | 3     | 5:00  | Boston, Massachusetts   | |
| Derrota | 7-2    | Dennis Bermudez       | Decisão (dividida)                         | UFC 160: Velasquez vs. Silva II                 | 25/05/2013 | 3     | 5:00  | Las Vegas, Nevada       | |
| Vitória | 7-1    | Leonard Garcia        | Decisão (dividida)                         | UFC 155: Dos Santos vs. Velasquez II            | 29/12/2012 | 3     | 5:00  | Las Vegas, Nevada       | |
| Vitória | 6-1    | Justin Lawrence       | Nocaute Técnico (socos)                    | UFC 150: Henderson vs. Edgar II                 | 11/08/2012 | 2     | 4:49  | Denver, Colorado        | |
| Vitória | 5-1    | Pat Schilling         | Decisão (unânime)                          | The Ultimate Fighter: Live Finale               | 01/06/2012 | 3     | 5:00  | Las Vegas, Nevada       | |
| Derrota | 4-1    | Dustin Poirier        | Finalização (triângulo com chave de braço) | UFC 143: Diaz vs. Condit                        | 04/02/2012 | 1     | 3:23  | Las Vegas, Nevada       | Estreia no UFC e no peso-pena. |
| Vitória | 4-0    | Eddie Rincon          | Decisão (unânime)                          | UIC 4 - War on the Valley Isle                  | 01/07/2011 | 3     | 5:00  | Honolulu, Havaí         | |
| Vitória | 3-0    | Harris Sarmiento      | Decisão (dividida)                         | X-1 - Champions 3                               | 12/03/2011 | 5     | 5:00  | Honolulu, Havaí         | Ganhou o Cinturão Peso-Leve do X-1. |
| Vitória | 2-0    | Bryson Kamaka         | Nocaute (socos)                            | X-1 - Island Pride                              | 06/11/2010 | 1     | 3:09  | Honolulu, Havaí         | |
| Vitória | 1-0    | Duke Saragosa         | Decisão (unânime)                          | X-1 - Heroes                                    | 11/09/2010 | 3     | 5:00  | Honolulu, Havaí         | |

## Lutas em pay-per-view
| N. | Evento                          | Data                   | Local                | Cidade                 | Vendas de PPV |
| -- | ------------------------------- | ---------------------- | -------------------- | ---------------------- | ------------- |
| 1  | UFC 206: Holloway vs. Pettis    | 10 de dezembro de 2016 | Scotiabank Arena     | Toronto, Ontário       | 150.000       |
| 2. | UFC 212: Aldo vs. Holloway      | 3 de junho de 2017     | Jeunesse Arena       | Rio de Janeiro         | 200.000       |
| 3. | UFC 218: Holloway vs. Aldo 2    | 2 de dezembro de 2017  | Little Caesars Arena | Detroit, Michigan      | 230.000       |
| 4. | UFC 231: Holloway vs. Ortega    | 8 de dezembro de 2018  | Scotiabank Arena     | Toronto, Ontário       | 300.000       |
| 5. | UFC 236: Holloway vs. Poirier 2 | 13 de abril de 2019    | State Farm Arena     | Atlanta, Geórgia       | 100.000       |
| 6. | UFC 240: Holloway vs. Edgar     | 27 de julho de 2019    | Rogers Place         | Edmonton, Alberta      | Não divulgado |
| 7. | UFC 308: Topuria vs. Holloway   | 26 de outubro de 2024  | Etihad Arena         | Abu Dhabi              | Não divulgado |
| 8. | UFC 318: Holloway vs. Poirier 3 | 19 de julho de 2025    | Smoothie King Center | New Orleans, Louisiana | Não divulgado |